# هولوپروزنسفالی
هولوپروزنسفالی (به انگلیسی:Holoprosencephaly یا HPE) یک اختلال سفالیک است که در آن پروسنسفالون (مغز قدامی یا پیشانی جنین) به دو نیمکره تبدیل نمی‌شود. هولوپروزنسفالی معمولاً بین روزهای ۱۸ تا ۲۸م آبستنی رخ می‌دهد. به‌طور معمول، مغز قدامی در این زمان تشکیل می‌شود و چهره در هفته‌های پنجم و ششم بارداری انسان شروع به رشد می‌کند. این وضعیت در گونه‌های دیگر جانوری نیز رخ می‌دهد.
تخمین زده می‌شود که هولوپروزنسفالی تقریباً در ۱ مورد از هر ۲۵۰ حاملگی رخ دهد. به دلیل تغییر شکل در جمجمه و مغز مرگ جنین در رحم با احتمال زیادی رخ می دهد. با این حال، تخمین زده می‌شود که هولوپروزنسفالی تقریباً در ۱ در هر ۸۰۰۰ تولد پس از زایمان رخ دهد.
وقتی قسمت قدامی مغز جنین برای تشکیل نیمکره‌های مغزی دو طرفه (نیمه چپ و راست مغز) تقسیم نمی‌شود، باعث ایجاد نقص در رشد چهره و ساختار و عملکرد مغز می‌شود.
شدت هولوپروزنسفالی بسیار متغیر است. در موارد کمتر شدید، نوزادان با رشد طبیعی یا تقریباً طبیعی مغز و ناهنجاری‌های صورت به دنیا می‌آیند که ممکن است روی چشم‌ها، بینی و لب بالایی تأثیر بگذارد و یکی از موارد آن می تواند داشتن یک دندان جلوئی به جای دو دندان جلوئی در فرد باشد.